# Seututie 664
Pour les articles homonymes, voir Route 664.
La route régionale 664 (finnois : Seututie 664) est une route régionale allant de Honkajoki à Kristiinankaupunki en Finlande.

## Description
La route régionale 664 est une route régionale d'une longueur de 50 kilomètres.
La route part de Honkajoki à la jonction de la route principale 44. 
Puis elle traverse environ cinq kilomètres de forêts avant d'arriver à la limite provinciale entre le Satakunta et l'Ostrobotnie du Sud.
Puis elle traverse environ neuf kilomètres de forêts avant d'atteindre le centre d'Isojoki ou elle rencontre la route régionale 661 venant de Kuvaskangas.
Plus loin, elle traverse la rivière Karijoki et continue jusqu'à ce qu'elle atteigne Lapväärtti et se termine à son intersection avec la Seututie 663.